# 吉他英雄II
《吉他英雄II》是一款由RedOctane和Harmonix公司制作的音乐游戏。本游戏为吉他英雄系列第2作。本游戏于2006年11月7日在索尼PlayStation 2发行。
吉他英雄的成功促使制作商开始制作续作
PlayStation 2版本的游戏受到好评。IGN给予本游戏9.5/10的分数。